# Édouard Lartet

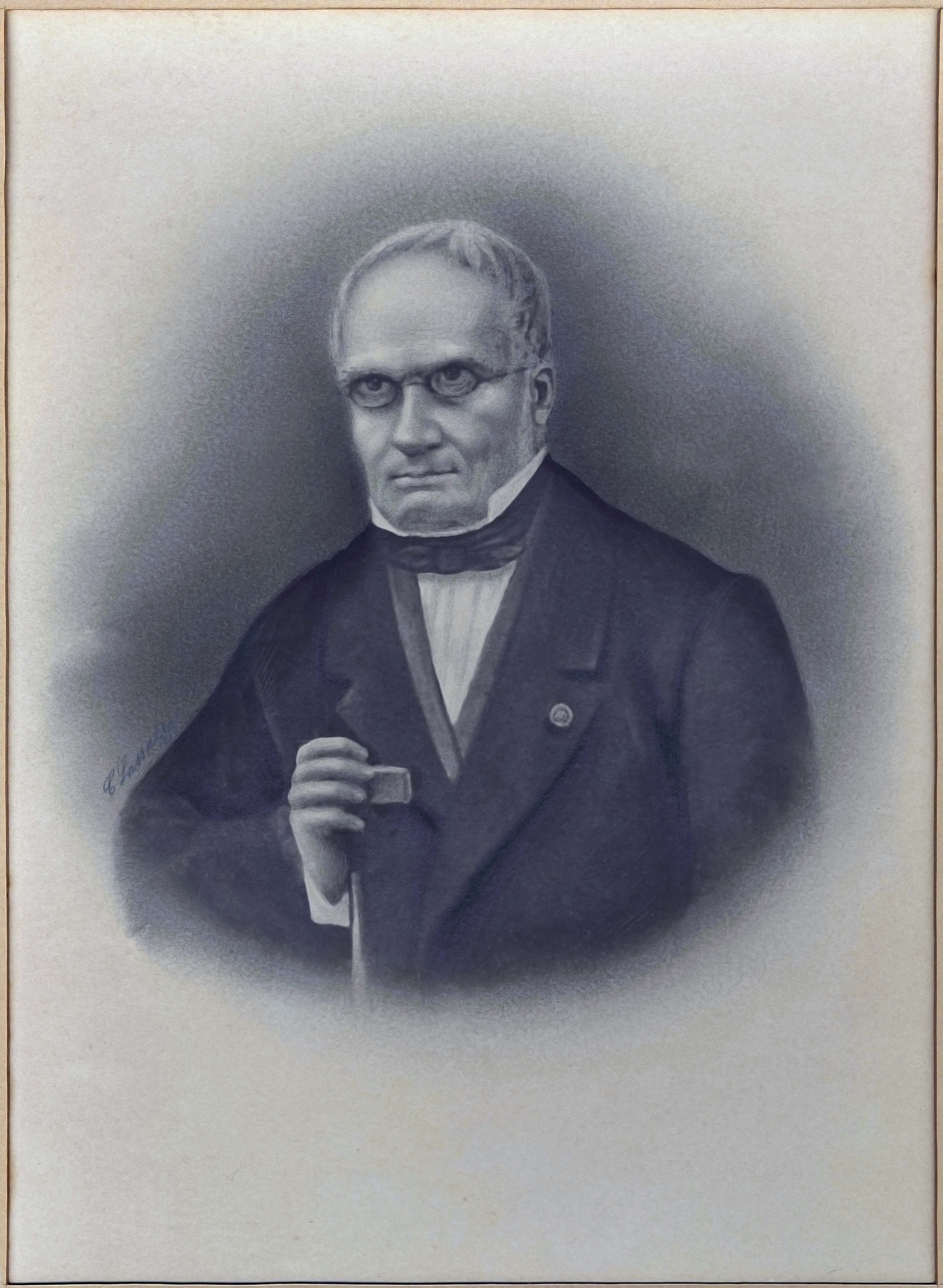
Édouard Lartet

Édouard Armand Lartet (Castelnau-Barbarens, 15 april 1801 - Seissan, 28 januari 1871) was een Franse geoloog, archeoloog en paleontoloog en een pionier in de paleolithische archeologie. Hij werd vooral bekend door zijn opgravingen in de Dordogne en zijn studies naar fauna uit de laatste IJstijd en de door de prehistorische mens in de periode vervaardigde stenen werktuigen.
Lartet werd geboren nabij Castelnau-Barbarens in het departement Gers. Hij studeerde aanvankelijk rechten te Auch en Toulouse, maar koos voor de wetenschap.
Het werk van Georges Cuvier over fossiele zoogdieren stimuleerde hem tot het zelf doen van opgravingen. Die leidden in 1834 tot zijn eerste eigen ontdekking van fossiele resten in de buurt van Auch. Gedurende het daaropvolgende anderhalf decennium bleef hij de geografie en paleontologie van de Pyreneeën verkennen en ontdekte hij de resten van uitgestorven primaten bij Sansan.
In 1856 publiceerde hij een artikel over Dryopithecus fontani, die destijds -juist toen sinds de publicaties van met name Charles Darwin de evolutietheorie aanhang kreeg en gespeculeerd werd over de "missing link"- lang zou worden beschouwd als een potentiële voorouder van de hedendaagse mens.
Toen hij in 1860 vernam omtrent de vondst van menselijke skeletresten in een grot in Aurignac en geïnspireerd raakte door het werk van William Pengelly, richtte hij zijn aandacht op de grottenstelsels van de Dordogne.
In 1860 en 1861 publiceerde hij twee boeken over zijn vondsten, die het gelijktijdig bestaan van de mens met uitgestorven zoogdieren aantoonden.
Een collega-geoloog attendeerde hem daarop op de Vézère-vallei in de Périgord, waar hij in 1863 begon met opgravingen ondersteund door de financiële en persoonlijke hulp van Henry Christy. Hun gezamenlijke werk werd baanbrekend. Zij slaagden erin een gestratificeerde basistypologie van de stenen-werktuigencultuur van paleolithische mens tot stand te brengen, die tot op de dag van vandaag standhoudt. Belangrijke ontdekkingen te Le Moustier en in de Abri de la Madeleine werden naamgevend voor twee steentijdculturen, het Mousterien en het Magdalenien, die Lartet chronologisch koppelde aan wat hij betitelde als een vroegere 'mammoet'-fase en een latere 'rendier'-fase.
Na het overlijden van Christy zette Lartet hun werk voort tot 1870. Vele artefacten van hun opgravingen worden nu bewaard in het plaatselijke museum in Toulouse en in het British Museum (Natural History) in Londen. Zijn zoon Louis Lartet trad in zijn voetsporen en werd eveneens archeoloog en paleontoloog.